# Diocese de Isernia-Venafro
A Diocese de Isernia-Venafro (Dioecesis Æserniensis-Venafrensis) é uma circunscrição eclesiástica da Igreja Católica na Itália, pertencente à Província Eclesiástica dos Abruzos-Molise e à Conferenza Episcopale Italiana, sendo sufragânea da Arquidiocese de Campobasso-Boiano.
A sé episcopal está na Catedral de Isernia, na Região Molise, e em 2007 contava 60.000 batizados numa população de 63.000 habitantes.

## História
A diocese de Isernia-Venafro, foi criada no século V, como também a Diocese de Venafro.
De 1032 até 1207 as sés de Isernia e Venafro foram unidas in persona episcopi.
Em 1818 a diocese de Venafro foi tirada. Em 19 de junho 1852 a Diocese de Isernia foi unida æque principaliter à Diocese de Venafro e pegou o nome de Isernia e Venafro
Em 30 de setembro 1986 a sagrada Congregação para os Bispos decretou a plena união entre as duas Diocese com o nome Isernia-Venafro.

## Cronologia dos Bispos do século XX
|                          | Nome                   | Período   | Notas                                  |        |
| Bispos                   | Bispos                 | Bispos    | Bispos                                 | Bispos |
| ------------------------ | ---------------------- | --------- | -------------------------------------- | ------ |
|                          | Camillo Cibotti        | 2014 -    | atual                                  |        |
|                          | Salvador Visco         | 2007-2013 | nomeado arcebispo de Capua             |        |
|                          | André Gemma F.D.P.     | 1990-2006 |                                        |        |
|                          | Heitor Di Filippo      | 1983-1989 | nomeado Arcebispo de Campobasso-Boiano |        |
|                          | Achille Palmerini      | 1962-1983 |                                        |        |
|                          | João Lucato S.D.B.     | 1948-1962 |                                        |        |
|                          | Alberto Carinci        | 1940-1948 | nomeado Arcebispo de Campobasso-Boiano |        |
|                          | Pedro Tesauri          | 1933-1939 | nomeado Arcebispo de Lanciano e Ortona |        |
|                          | Niccolò Rotoli, O.F.M. | 1916-1932 |                                        |        |
|                          | Nicolau Maria Merola   | 1893-1916 |                                        |        |
| Administrador Apóstolico |                        |           |                                        |        |
|                          | Armando Dini           | 2006-2007 |                                        |        |